# Hainichen
Hainichen ist eine sächsische Kleinstadt mit knapp 8500 Einwohnern im Zentrum des Landkreises Mittelsachsen. Seit dem 1. Januar 2021 hat sie den Status einer Großen Kreisstadt. Sie befindet sich 26 Kilometer nordöstlich von Chemnitz, 66 Kilometer südöstlich von Leipzig, 44 Kilometer westlich von Dresden, 17 Kilometer nordwestlich von Freiberg an der Kleinen Striegis.
Im Jahre 1276 erstmals urkundlich erwähnt, erlangte die Stadt durch die Herstellung von Tuchen überregionale Bedeutung. Von 1933 bis 1990 spielte die Automobilindustrie (Framo, Barkas) eine wichtige Rolle, seit 1990 dominiert ein Automobilzulieferer.
Hainichen ist Geburtsort des Hochschullehrers und Fabeldichters Christian Fürchtegott Gellert, des Mineralogen Christlieb Ehregott Gellert sowie des Erfinders des Holzschliffes, Friedrich Gottlob Keller. Die Stadt wird daher auch Gellertstadt genannt.

## Geographie

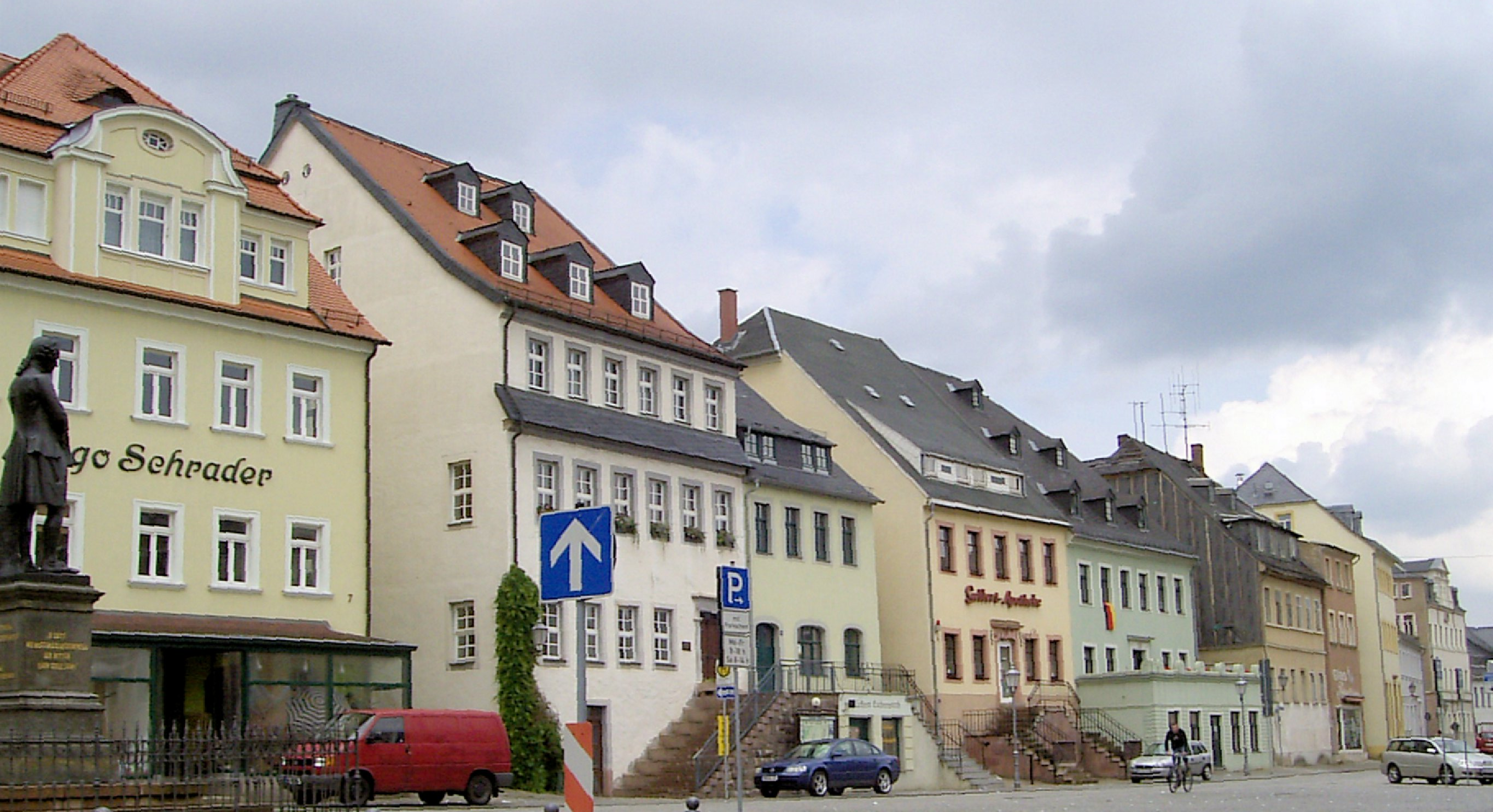
Markt Hainichen

### Nachbargemeinden
| Rossau (Sachsen) | Rossau (Sachsen)                            | Striegistal |
| Frankenberg      | Kompassrose, die auf Nachbargemeinden zeigt | Striegistal |
| Frankenberg      | Oederan                                     | Oberschöna  |

Alle Nachbargemeinden befinden sich im Landkreis Mittelsachsen.

### Stadtgliederung
Zu Hainichen gehören die Ortsteile:
- Berthelsdorf
- Bockendorf
- Crumbach
- Cunnersdorf
- Eulendorf
- Falkenau
- Gersdorf
- Hainichen
- Ottendorf
- Riechberg
- Siegfried
- Schlegel.[3]

### Geographische Lage

Hainichen und Ortsteile

Hainichen liegt an der Kleinen Striegis.

### Geologie
Hainichen liegt im Nordosten der Vorerzgebirgs-Senke, welche Steinkohleflöze sowie Sand- und Tonvorkommen enthält. Es handelt sich dabei um ein intramontanes Sedimentbecken, welches im Unterkarbon herausgebildet wurde.
Der Lehm wurde bis 2008 abgebaut und zu Ziegeln gebrannt. Die Steinkohlevorkommen stellten sich als nicht abbauwürdig heraus.

## Geschichte

### Von der Gründung bis 1800

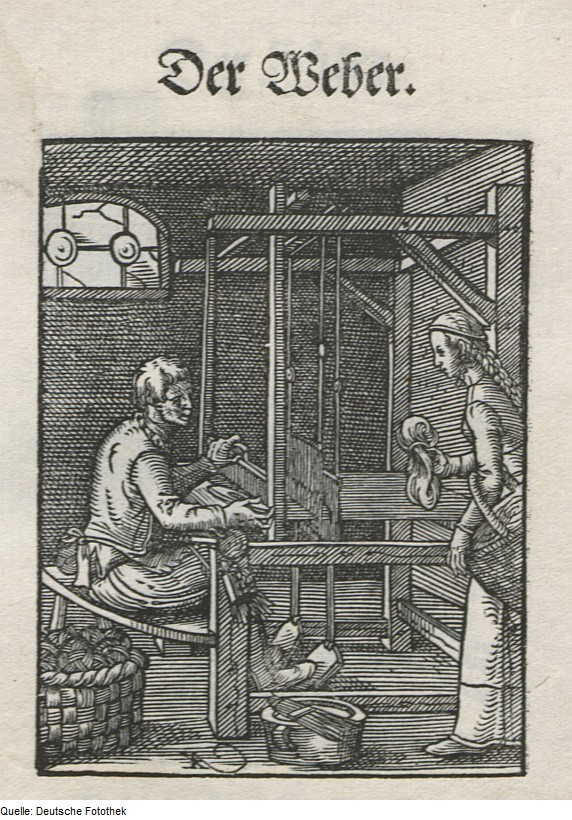
Historische Darstellung von Webern

Hainichen wurde in der zweiten Hälfte des 12. Jahrhunderts von fränkischen Siedlern als Waldhufendorf gegründet und im Jahr 1276 erstmals urkundlich als Marktflecken villa forensis Heynichen erwähnt. In einer Urkunde aus dem Jahr 1282 liest man „Frankenberg et Haynnechyn opida nostra“, hier wird Hainichen, zusammen mit der Nachbarstadt Frankenberg als Stadt bezeichnet.

Wappen der Familie von Schönberg

Als Besitzer Hainichens wird erstmals 1283 die Familie von Honsberg (Arnsdorf) genannt. Diese Familie besaß die Stadt nachweislich bis ins Jahr 1435. Kurz darauf ging der Besitz in die Familie von Maltitz über, die Hainichen aber bereits 1446 an die Familie von Schönberg verkaufte.
Die Grundherrschaft einschließlich der Patrimonialgerichtsbarkeit oblag dem Rittergut Oberschöna und später dem Rittergut Wingendorf. Am 1. Februar 1851 erhielt Hainichen städtische Rechte und die Gerichtsherrschaft ging auf den sächsischen Staat über.
Die Grundherrschaft der späteren Ortsteile Berthelsdorf, Bockendorf, Crumbach, Cunnersdorf, Eulendorf, Riechberg und Schlegel besaß hingegen das 1162 gestiftete Zisterzienser-Kloster Altzelle (später: Amt Nossen), während Hainichen als Exklave zum Rittergut Wingendorf (Kreisamt Freiberg) gehörte. Ottendorf, Falkenau und Gersdorf bei Hainichen gehörten zu keiner Zeit zum Kloster, sie unterstanden als Exklaven der Herrschaft Arnsdorf (Amt Leisnig).
Tuchmacher und Leineweber prägten schon zeitig die Stadt, wovon heute noch die Spülgasse oder der Rahmenberg künden. Der Innungsartikel der Tuchmacher wird 1481 von Caspar von Schönberg ausgestellt. 1784 wurde das Innungshaus der Tuchmacher, das heute im städtischen Besitz befindliche Tuchmacherhaus, gebaut.
Der Gasthof „Goldener Löwe“ wurde 1586 erstmals erwähnt.
1607 fallen 682 Mitglieder der Kirchgemeinde der Pest zum Opfer. 1644 werden bei einem Stadtbrand „70 Häuser, Rathaus, Kirche, Pfarrhaus und Schule“ zerstört. Im Siebenjährigen Krieg (1756–1763) sind in Hainichen preußische bzw. österreichische Truppen zu Kosten der Stadt untergebracht.

### 1800 bis 1933

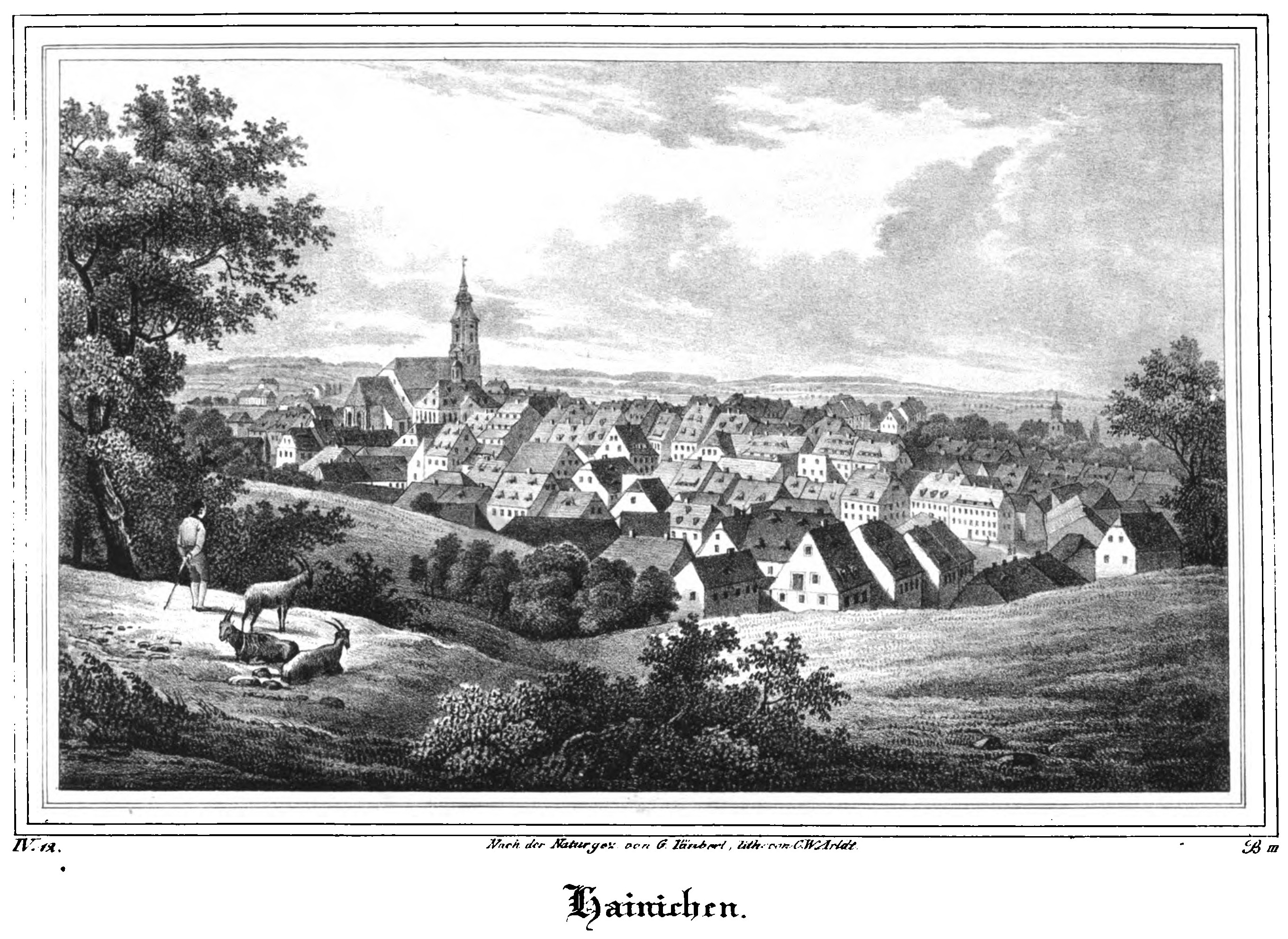
Ansicht um 1839

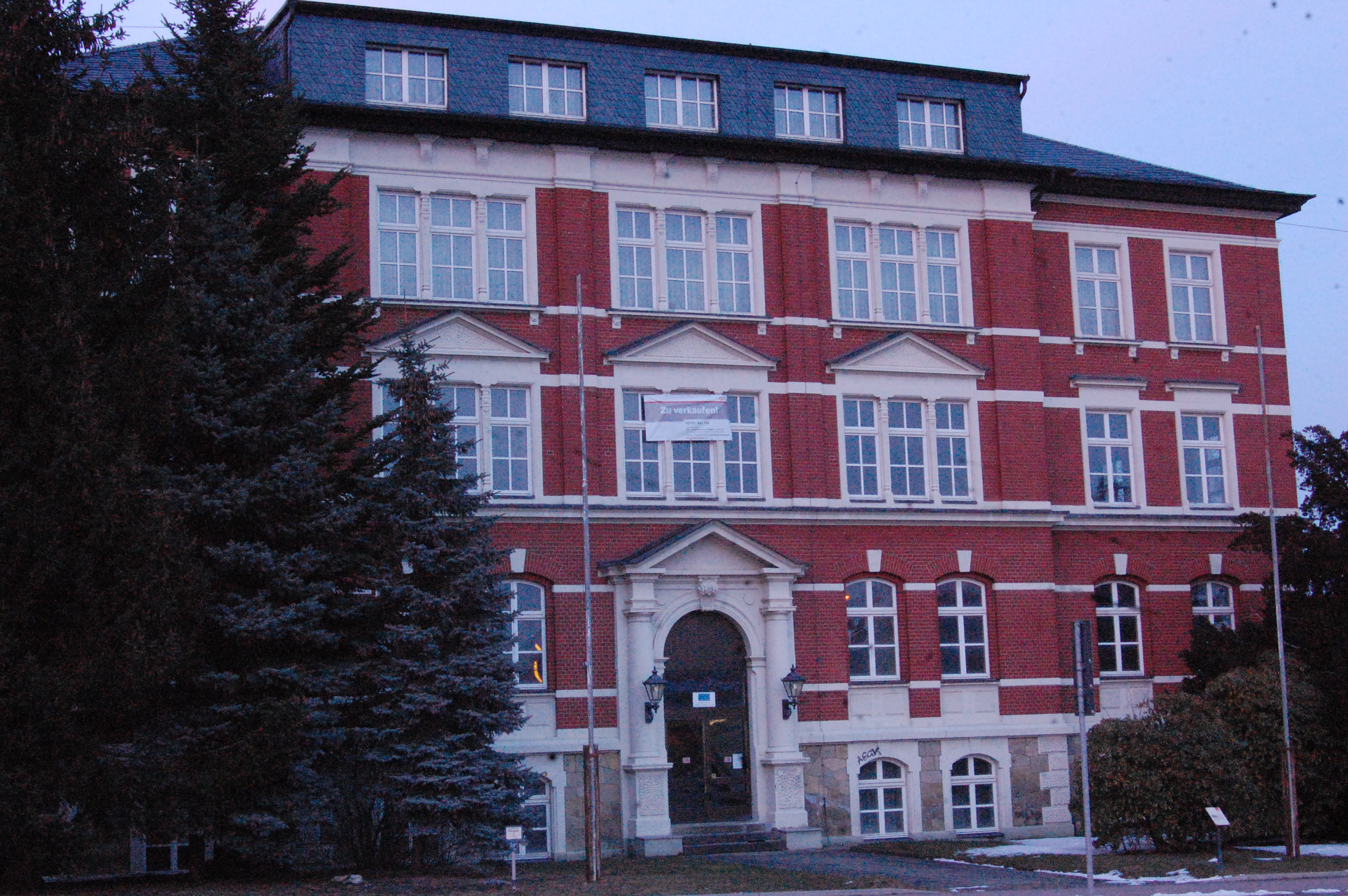
Technikum

Am 23. April des Jahres 1800 wurde Hainichen von einem Tornado der höchsten Klasse F5 (nach der Fujita-Skala) heimgesucht und ist damit einer der beiden einzigen bisher bekannten F5-Fälle in Deutschland. Ein großer Stadtbrand am 14. Juli 1832 vernichtete „194 Wohnhäuser, 130 Hintergebäude, die Schule, das Rathaus und das Hospital“. Beim Wiederaufbau der Häuser am Markt entstanden die charakteristischen Heisten.
Eine Gellertstiftung für Arme wurde 1815 gegründet. Diese betrieb ab 1859 das Gellert-Kinderheim (oberer Stadtgraben 1). 1871 wurde es geschlossen und das Stiftungskapital dem Stadtrat übergeben.
1838 wurde die Aktiengesellschaft Hainichener Steinkohlenbauverein gegründet, aber bereits 1842 wieder aufgelöst. In einem zweiten Anlauf entstand 1849 Hainichener Steinkohlenbau-Aktienverein, der sich 1853/1854 ebenfalls wieder auflöste. Ein Steinkohlenbergbauverein in Berthelsdorf wurde 1857 gegründet, der Zeitpunkt der Auflösung ist hier nicht belegt. Insgesamt stellten sich die Steinkohlevorkommen in Hainichen als nicht abbauwürdig heraus.
1843 endete die Zugehörigkeit der Stadt zum Kreisamt Freiberg als Exklave, indem Hainichen, dem es umgebenden Amt Nossen zugeordnet wurde. Mit dem Ende der Schönbergschen Patrimonialgerichtsbarkeit wurde am 1. Februar 1851 die Gerichtsbarkeit auf das Königliche Gericht Hainichen übertragen. Diesem folgte das Gerichtsamt Hainichen. Das heutige Gerichtsgebäude wurde 1878 auf dem Grundstück Gerichtsstraße 26 errichtet, im folgenden Jahr wurde im Zuge des neuen Gerichtsverfassungsgesetzes das Gerichtsamt in das Amtsgericht Hainichen umgewandelt.
Ab 1875 gehörte Hainichen zur Amtshauptmannschaft Döbeln. Am 14. Juli 1870 erfolgte die amtliche Festlegung der Schreibweise des Stadtnamens auf Hainichen. Vorherige Schreibweisen waren Heynichen (1276), Heynnechyn (1282), Heynchin (1335), Heinchin, Henichin (1350), Heynichen (1473), Hähnichen (1721) und Haynichen (1791).
Um 1859 wurde Hainichen als „Amts- und Fabrikstadt“ bezeichnet und verfügt über Woll-, Baumwoll- und Leinenspinnereien, Putzwarenfabriken, eine Gerberei sowie Wollhandel. Hainichen erlangte europaweite Berühmtheit für die Qualität seiner Flanell- und Friesstoffe. Die Industrialisierung von Hainichen wurde durch die Bahnstrecke Roßwein–Niederwiesa begünstigt. Das Teilstück Niederwiesa–Frankenberg–Hainichen wurde 1869 eröffnet und 1874 bis nach Roßwein verlängert. Eine weitere Bahnstrecke von Hainichen nach Freiberg wurde von Hainichen gefordert und 1900 sowie 1912 im Landtag diskutiert aber nie realisiert.
Um 1885 bestanden 22 Spinnereien, 2000 Webstühle, Färbereien und Bleichen sowie Leder-, Lederlack-, Chenille- und Plüschfabriken. Vom 4. November 1900 bis zum 1. April 1934 war Hainichen Sitz eines Technikums, an dem bis zu 400 Studenten Maschinenbau oder Elektrotechnik lernten.
Seit 1933 ist die Automobilindustrie ein bedeutender Wirtschaftszweig in Hainichen. In diesem Jahr wurde die Kleinlastwagenproduktion der Framo-Werke aus der Nachbarstadt Frankenberg nach Hainichen verlegt. Framo bezog das Gebäude der in Konkurs geratenen Wollhaarkämmerei und Spinnerei des Nordwolle-Konzerns.

### 1933 bis 1945

Framo-Logo

Von 4. April bis 13. Juni 1933 befand sich ein Internierungslager (frühes KZ) der SA im Volks- und Sportheim an der Oederaner Straße. Zwischen 200 und 300 Männer durchliefen dieses Lager. Interniert wurden Sympathisanten, Mitglieder und Funktionäre linker Parteien. Die Häftlinge wurden anschließend ins KZ Sachsenburg und KZ Colditz verbracht.
Ein Frauen-Außenlager des KZ Flossenbürg wurde vom 2. September 1944 bis 30. April 1945 betrieben. Die 500 jüdischen Frauen aus Ungarn und Polen waren an der Frankenberger Straße (in der ehemaligen Nadelfabrik) untergebracht und mussten an der Gottlob-Keller-Straße (Framo-Werke) Zwangsarbeit verrichten. Berichte über eine brutale Oberaufseherin liegen vor. Mindestens zwanzig KZ-Häftlinge verloren ihr Leben in Hainichen (siehe Gedenkstätten). Die Häftlinge wurden im April 1945 in das KZ Theresienstadt gebracht. Im Frühjahr 1945 bestand ein Lager der SS im Goßberger Wald für ca. 1500 weibliche Häftlinge. Dazu kamen weitere Frauen und Männer aus den von Deutschland besetzten Ländern (insbesondere Frankreich und Serbien) als Zwangsarbeiter, von denen viele in der Landwirtschaft arbeiteten. Mindestens vier Zwangsarbeiter starben in Hainichen (siehe Gedenkstätten).
Seit Ende 1944 trafen Heimatvertriebene aus den Ostgebieten des Deutschen Reichs in Hainichen ein. Sie wurden im Hotel Goldener Löwe untergebracht und anschließend auf Hainichener Familien aufgeteilt. Infolge der Ankunft der Heimatvertriebenen erreichte die Einwohnerzahl ihren Höchststand. Noch heute leben viele Schlesier und Ostpreußen in Hainichen.
Am 7. Mai 1945 wurde Hainichen von Einheiten der Roten Armee wohl weitestgehend kampflos übernommen.
1945 wurden tatsächliche und vermeintliche Nationalsozialisten aus Hainichen und Jugendliche, denen die Mitgliedschaft bei den Werwölfen vorgeworfen wurden, im NKWD-Internierungslager Toszek und Speziallager Nr. 1 Mühlberg interniert. Auch der Geschäftsführer der Framo-Werke Hans Rasmussen starb in Toszek.

### 1945 bis 1990

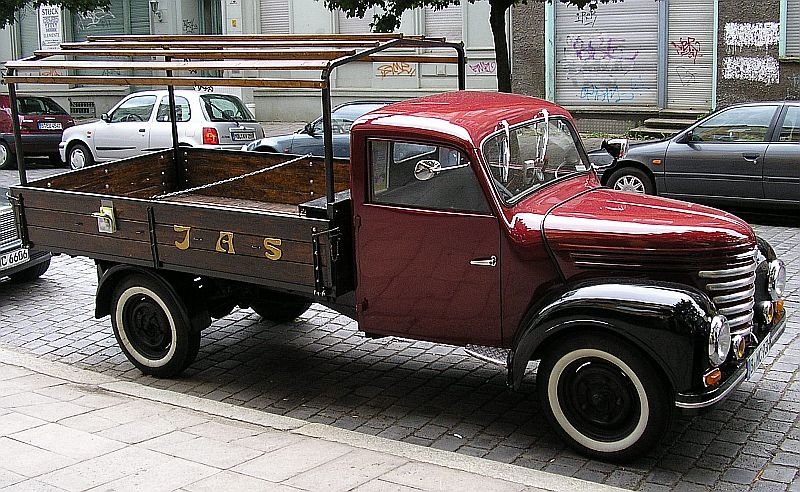
Als Barkas vermarkteter V 901 (vormals Framo V 901)

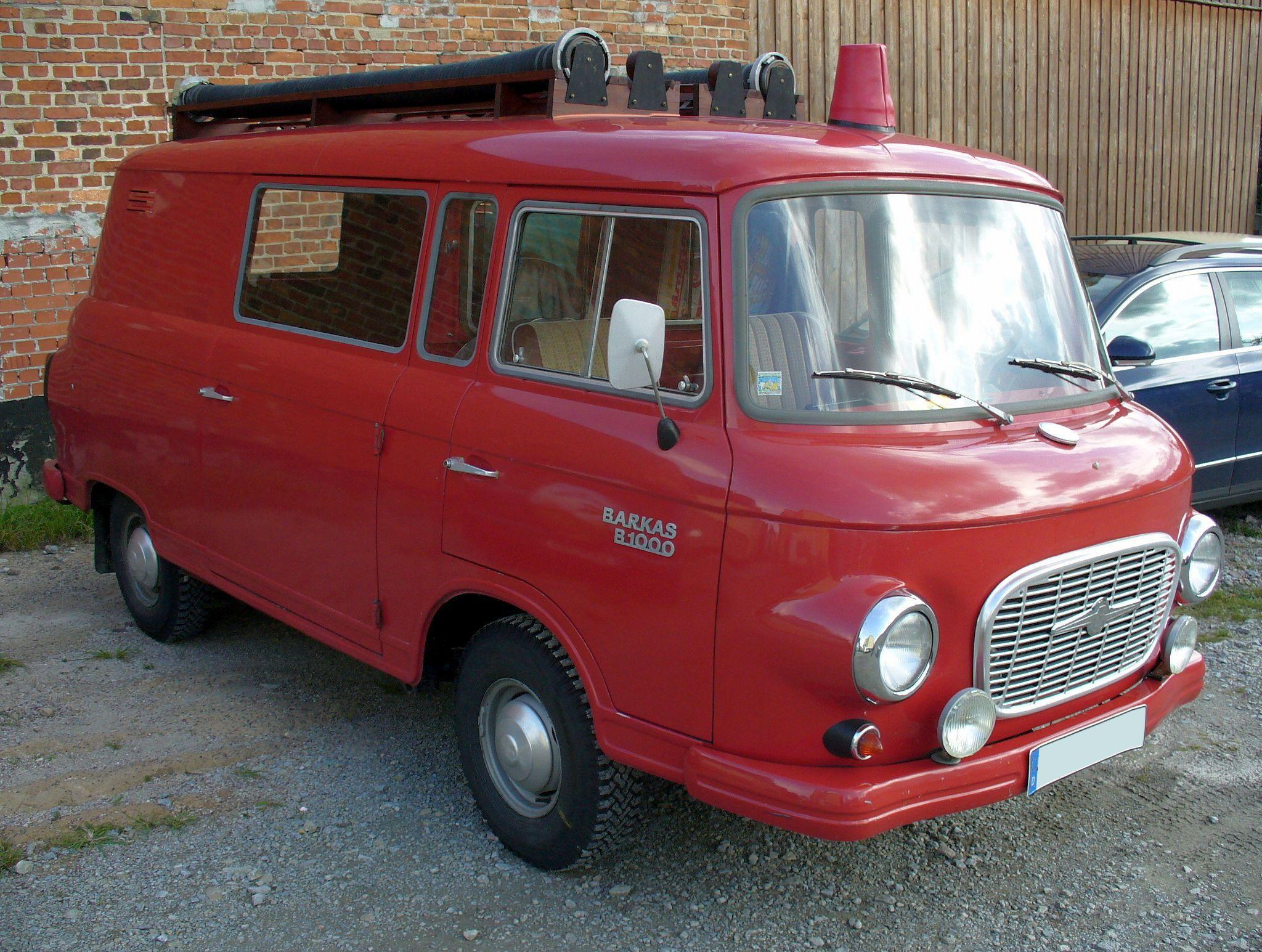
Barkas B 1000 in einer Feuerwehrausführung

Die Framo-Werke wurden als Reparationsleistung vollständig demontiert, alle Produktionseinrichtungen wurden in die Sowjetunion abtransportiert. 1946 begann die Produktion von Haushaltsgütern wie Töpfen, Handwagen, Kartoffelkörben und Kfz-Ersatzteilen, unter anderem aus Granatenrohlingen, die gegen Kriegsende noch auf dem Hainichener Bahnhof lagerten. 1949 erfolgte die Wiederaufnahme der Fahrzeugproduktion. 1957 entstanden aus den Framo-Werken der VEB Barkas-Werke. Von 1961 bis 1991 wurden in Hainichen Kleinlasttransporter und Minibusse der Marke Barkas B 1000 produziert. In Hainichen befand sich die Endmontage, während die Rohkarosserie und Komponenten in Frankenberg und Chemnitz hergestellt wurden.
Hainichen war von 1952 bis 1990 Sitz der Verwaltungseinheit Kreis Hainichen im Bezirk Karl-Marx-Stadt der DDR. Im Jahr 1985 fand die 800-Jahr-Feier statt.
Am 7. Oktober 1989 fand nachmittags eine Demonstration von knapp 20 Jugendlichen statt, die von der Volkspolizei aufgelöst wurde. Im Anschluss an eine Diskoveranstaltung im Kreiskulturhaus, zu der auch mehrere der Demonstrationsteilnehmer vom Nachmittag gegangen waren, kam es in der Nacht vom 7. zum 8. Oktober zu einer weiteren spontanen Demonstration von zunächst etwa 150 Personen, die auf der Gellertstraße gewaltsam von der Volkspolizei aufgelöst wurde. Mindestens 30 Personen wurden verhaftet und im Speisesaal des Ziegelwerks unter menschenunwürdigen Umständen festgehalten. Mindestens sieben Personen wurden in das Gefängnis auf dem Kaßberg in Karl-Marx-Stadt überführt. Aufgrund des anhaltenden Drucks durch die Bevölkerung kamen die Gefangenen am 12. und 13. Oktober 1989 wieder frei.
Am 2. November 1989 bildete sich in Hainichen eine Untersuchungskommission zu den Ereignissen des 7./8. Oktober 1989. Es wurden mindestens acht Anklagen gegen Angehörige der Volkspolizei erhoben und vier Verurteilungen ausgesprochen.

### Seit 1990
Die Produktion des Barkas B 1000 wurde 1991 eingestellt. Der Maschinenpark wurde demontiert, aber die angestrebte Produktionsverlagerung nach China, Russland oder Litauen fand nicht statt.
Im Jahr 1994 wurde der Kreis Hainichen aufgelöst und Hainichen verlor den Status einer Kreisstadt. Die Stadt gehörte seitdem zum Landkreis Mittweida, der 2008 im Landkreis Mittelsachsen aufging. 1995 erregte der Fall des Vorstandsvorsitzenden der Kreissparkasse Hainichen Kurt Fischer für Aufsehen, der einer geplanten Entführung des Landrates Andreas Schramm für schuldig befunden wurde. Im Jahr 2005 wurde das Gellertgymnasium geschlossen.
2008 wurde die HWG, das kommunale Wohnungsunternehmen, mit 1.100 Wohnungen und circa 78.100 m² Wohnfläche an die Kommunale Wohnen AG verkauft. Der Verkaufspreis betrug schätzungsweise 3 bis 4 Millionen Euro bzw. 22 bis 24 Millionen Euro unter Berücksichtigung der Altschulden. Dies entspricht ca. 20.000 bis 22.000 Euro pro Wohnung.

### Eingemeindungen
| Ehemalige Gemeinde        | Datum      | Anmerkung                   |
| ------------------------- | ---------- | --------------------------- |
| Berthelsdorf              | 01.07.1950 |                             |
| Bockendorf                | 01.01.1994 |                             |
| Crumbach                  | 01.07.1950 |                             |
| Cunnersdorf               | 01.01.1994 |                             |
| Eulendorf                 | 01.01.1994 |                             |
| Falkenau                  | 01.01.1979 | Eingemeindung nach Gersdorf |
| Gersdorf                  | 01.01.1994 |                             |
| Ottendorf                 | 01.07.1950 |                             |
| Riechberg (mit Siegfried) | 01.01.1994 |                             |
| Schlegel                  | 01.01.1999 |                             |

### Einwohnerentwicklung
| Jahr      | Einwohner |
| --------- | --------- |
| 1551      | ca. 680   |
| 1748      | ca. 1.265 |
| 1806      | ca. 2.427 |
| 1834      | 4.623     |
| 1847, ca. | 5.580     |
| 1859, ca. | 6.140     |
| 1871      | 8.331     |

| Jahr | Einwohner |
| ---- | --------- |
| 1885 | 8.053     |
| 1890 | 8.260     |
| 1900 | 7.932     |
| 1910 | 7.862     |
| 1925 | 7.809     |
| 1933 | 8.047     |
| 1939 | 8.004     |

| Jahr | Einwohner |
| ---- | --------- |
| 1946 | 8.875     |
| 1950 | 11.984    |
| 1960 | 11.188    |
| 1964 | 11.467    |
| 1990 | 9.149     |
| 1991 | 9.100     |
| 1992 | 9.073     |

| Jahr | Einwohner |
| ---- | --------- |
| 1993 | 8.936     |
| 1994 | 10.461    |
| 1995 | 10.359    |
| 1996 | 10.294    |
| 1997 | 10.185    |
| 1998 | 10.018    |
| 1999 | 10.266    |

| Jahr | Einwohner |
| ---- | --------- |
| 2000 | 10.061    |
| 2001 | 9.888     |
| 2002 | 9.744     |
| 2003 | 9.628     |
| 2004 | 9.554     |
| 2005 | 9.502     |
| 2006 | 9.314     |

| Jahr | Einwohner |
| ---- | --------- |
| 2007 | 9.236     |
| 2008 | 9.131     |
| 2009 | 8.972     |
| 2010 | 8.876     |
| 2012 | 8.714     |
| 2020 | 8.531     |

Hainichen ist eine schrumpfende Stadt mit einem Geburtendefizit und einem Migrationsdefizit. Unter Berücksichtigung der später eingemeindeten Ortsteile (1.842 Einwohner im Jahr 1990) hat Hainichen von 1990 bis 2008 17 % seiner Einwohner verloren. Gemäß dem Demographiebericht der Bertelsmann-Stiftung wird die Stadt 2025 nur noch ca. 7.500 Einwohner zählen. Dies entspricht einer Verringerung um 31 % (unter Berücksichtigung der Eingemeindungen) im Vergleich zu 1990.

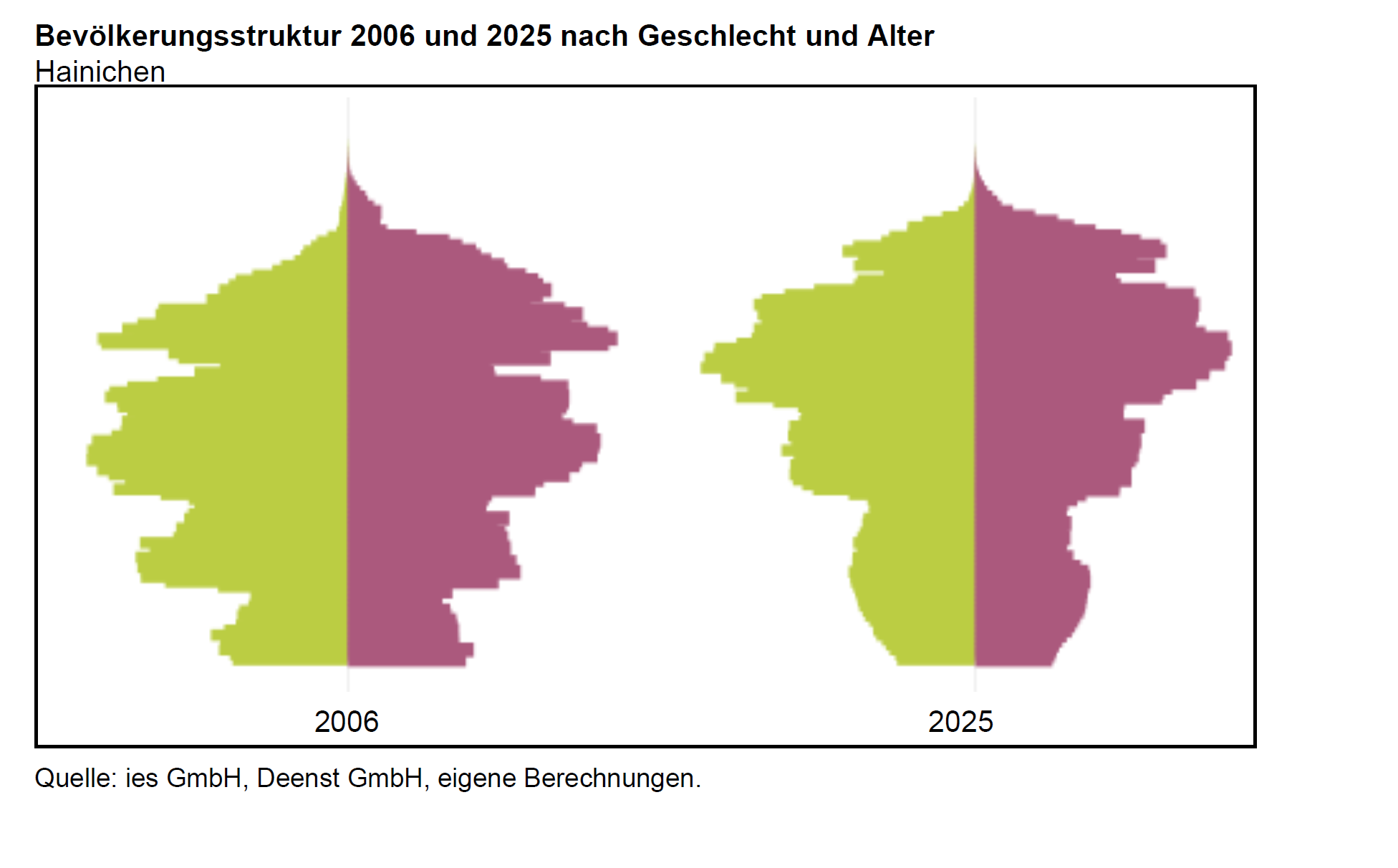
Bevölkerungspyramide von Hainichen 2006 und 2025 nach einer Prognose der Bertelsmann-Stiftung

| Jahr | Prognose Bertelsmann Stiftung | Prognose Stat. Landesamt |
| ---- | ----------------------------- | ------------------------ |
| 2010 | 8.902                         | 9.000 bis 9.100          |
| 2015 | 8.438                         |                          |
| 2020 | 7.999                         | 8.200 bis 8.500          |
| 2025 | 7.554                         |                          |

### Religionen

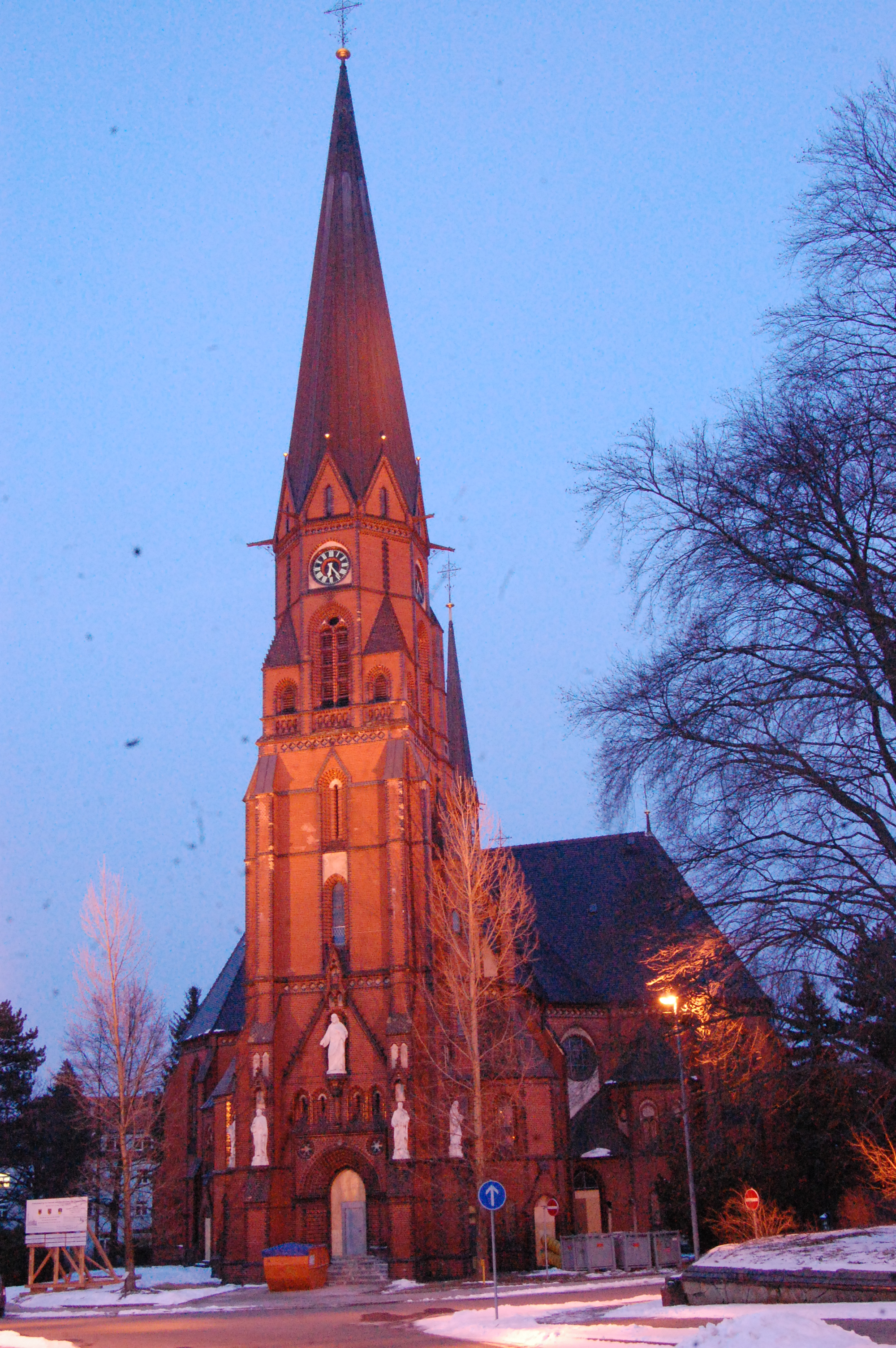
Evangelische Kirche

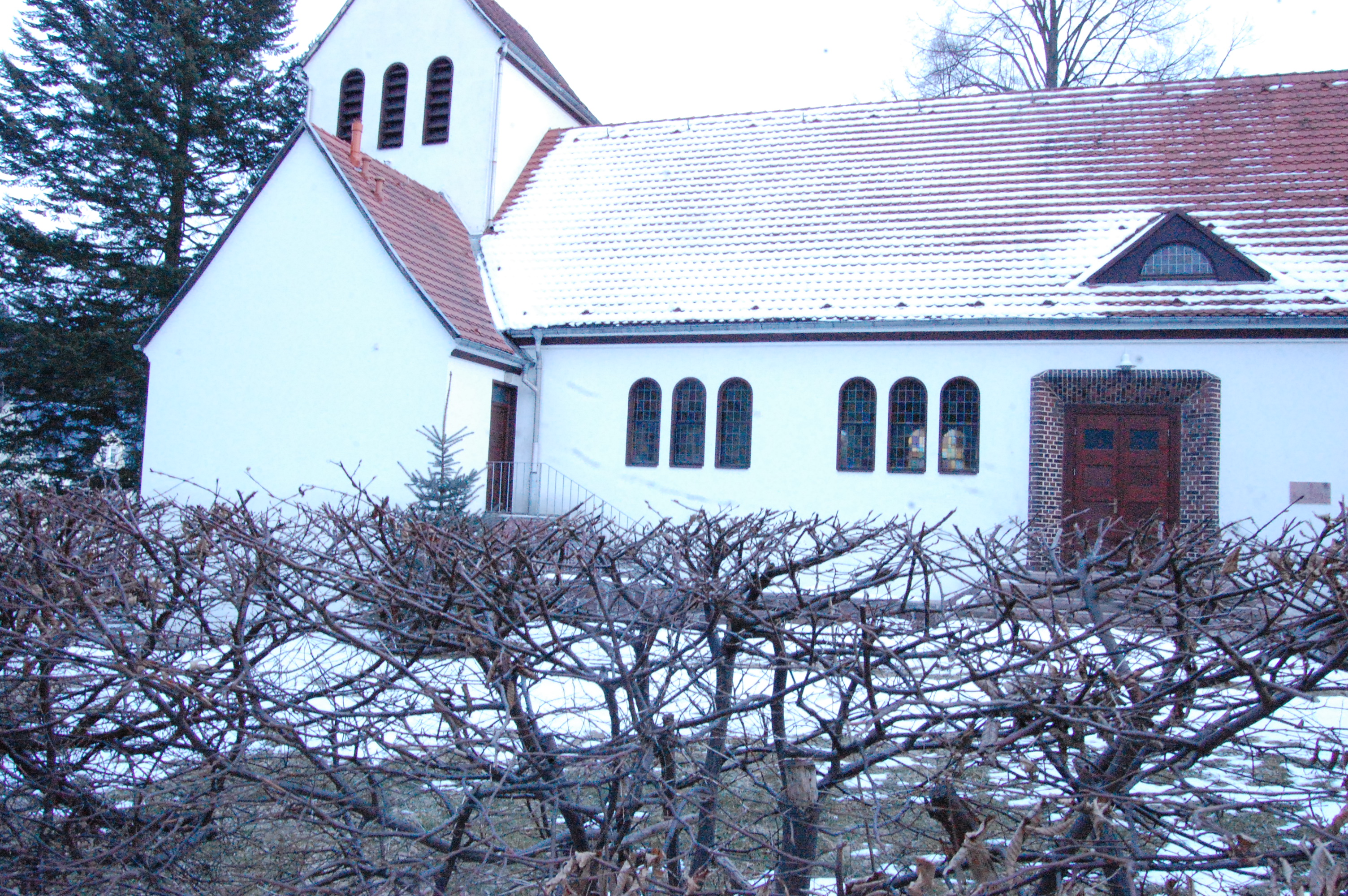
Katholische Kirche

Hainichen ist traditionell protestantisch geprägt. 1925 waren 92 % der Bevölkerung evangelisch und 2 % katholisch. Weiterhin gab es 1925 eine kleine jüdische Gemeinde von 14 Personen. Hainichen verfügt über zwei Kirchen. Die Trinitatis-Kirche der evangelisch-lutherischen Gemeinde (erbaut 1899) sowie die Sankt-Konrad-Kirche (erbaut 1936) der katholischen Gemeinde. Die Trinitatis-Kirche ist mit 72 m das höchste Gebäude von Hainichen. Die katholische Gemeinde gehört seit 2002 zur Pfarrei St. Laurentius Mittweida. Seit 1. September 2015
wird die Gemeinde Sankt Konrad von Sankt Johannes der Täufer (Freiberg) aus betreut. Seit 1993 besitzt Hainichen ein Familien- und Jugendzentrum von „Jugend mit einer Mission“.
Eine Mehrheit der Hainichener ist heute konfessionell nicht gebunden wie ca. 75 % aller Bewohner von Sachsen.

### Denkmäler und Gedenkstätten
- Gellertdenkmal auf dem Marktplatz vor dem Rathaus. Das im Bronzeguss hergestellte Standbild des Philosophen entwarf der Dresdner Bildhauer Ernst Rietschel. Es wurde am 26. Oktober 1865 enthüllt.[21]
- Gedenkanlage auf dem Karl-Marx-Platz für Widerstandskämpfer und Opfer des Faschismus aus Hainichen: Franz Hübsch, Max Curt Pötzscher, Alfred Kühn, Vikar Joseph Schwarz, Rudolf Papsdorf
- Grabstätten auf dem Neuen Friedhof sowie ein Gedenkstein für vier namentlich genannte Zwangsarbeiter(innen)
- Grabstätte und Gedenkstein auf dem Alten Friedhof für 16 jüdische Frauen-Häftlinge (darunter vier inzwischen namentlich ermittelt), die bei einem Todesmarsch aus den KZ-Außenlagern Leipzig-Schönefeld und Taucha im April 1945 von SS-Männern ermordet wurden
- Auf dem Friedhof des Ortsteiles Berthelsdorf sind vier unbekannte KZ-Häftlinge, deren Leichen von SS-Angehörigen im April 1945 aus einem Transportzug aus einem Außenlager des KZ Flossenbürg geworfen wurden, begraben.

## Politik

### Stadtrat
Bei der Stadtratswahl am 9. Juni 2024 wurden folgende Ergebnisse erzielt:
- Freie Wähler Hainichen e. V.: 5 Sitze
- CDU: 5 Sitze
- SPD: 3 Sitze
- Bündnis Dorf Stadt: 3 Sitze
- Linke: 1 Sitz

| Stadtrat ab 2024Insgesamt 18 Sitze - Linke: 1 - SPD: 3 - BDS: 3 - FWH: 6 - CDU: 5 | Liste                        | 2024   | 2024   | 2019   | 2019   | 2014   | 2014   |
| Stadtrat ab 2024Insgesamt 18 Sitze - Linke: 1 - SPD: 3 - BDS: 3 - FWH: 6 - CDU: 5 | Liste                        | Sitze  | in %   | Sitze  | in %   | Sitze  | in %   |
| Stadtrat ab 2024Insgesamt 18 Sitze - Linke: 1 - SPD: 3 - BDS: 3 - FWH: 6 - CDU: 5 | Freie Wähler Hainichen e. V. | 6      | 35,2   | 4      | 20,4   | 3      | 18,1   |
| Stadtrat ab 2024Insgesamt 18 Sitze - Linke: 1 - SPD: 3 - BDS: 3 - FWH: 6 - CDU: 5 | CDU                          | 5      | 26,9   | 5      | 28,0   | 7      | 35,3   |
| Stadtrat ab 2024Insgesamt 18 Sitze - Linke: 1 - SPD: 3 - BDS: 3 - FWH: 6 - CDU: 5 | SPD                          | 3      | 17,6   | 5      | 23,8   | 6      | 31,9   |
| Stadtrat ab 2024Insgesamt 18 Sitze - Linke: 1 - SPD: 3 - BDS: 3 - FWH: 6 - CDU: 5 | Bündnis Dorf Stadt           | 3      | 14,8   | –      | –      | –      | –      |
| Stadtrat ab 2024Insgesamt 18 Sitze - Linke: 1 - SPD: 3 - BDS: 3 - FWH: 6 - CDU: 5 | Linke                        | 1      | 4,2    | 1      | 8,4    | 2      | 12,6   |
| Stadtrat ab 2024Insgesamt 18 Sitze - Linke: 1 - SPD: 3 - BDS: 3 - FWH: 6 - CDU: 5 | Grüne                        | –      | 1,4    | –      | 2,5    | –      | 2,2    |
| Stadtrat ab 2024Insgesamt 18 Sitze - Linke: 1 - SPD: 3 - BDS: 3 - FWH: 6 - CDU: 5 | Wahlbeteiligung              | 67,7 % | 67,7 % | 60,9 % | 60,9 % | 50,4 % | 50,4 % |

### Bürgermeister
Dieter Greysinger (SPD) ist seit dem 1. Dezember 2004 der Bürgermeister von Hainichen und wurde zuletzt am 16. September 2018 mit 79,4 % im Amt bestätigt.
| Wahl | Bürgermeister                                | Vorschlag                                    | Wahlergebnis (in %)                          |
| ---- | -------------------------------------------- | -------------------------------------------- | -------------------------------------------- |
| 2025 | Wahl am 28. September (und ggf. 26. Oktober) | Wahl am 28. September (und ggf. 26. Oktober) | Wahl am 28. September (und ggf. 26. Oktober) |
| 2018 | Dieter Greysinger                            | SPD                                          | 79,4                                         |
| 2011 | Dieter Greysinger                            | SPD                                          | 78,1                                         |
| 2004 | Dieter Greysinger                            | SPD                                          | 57,3                                         |
| 2001 | Rainer Sobotka                               | SPD                                          | 78,2                                         |

### Städtepartnerschaften
- Úštěk, Tschechien, seit 18. April 2019[51]
- Dorsten, Nordrhein-Westfalen, Deutschland, am 25. April 1990 in Dorsten unterzeichnet,[52] am 4. Juli 1990 in Hainichen unterzeichnet (zum 275. Geburtstag von Christian Fürchtegott Gellert)[51]

## Kultur und Sehenswürdigkeiten

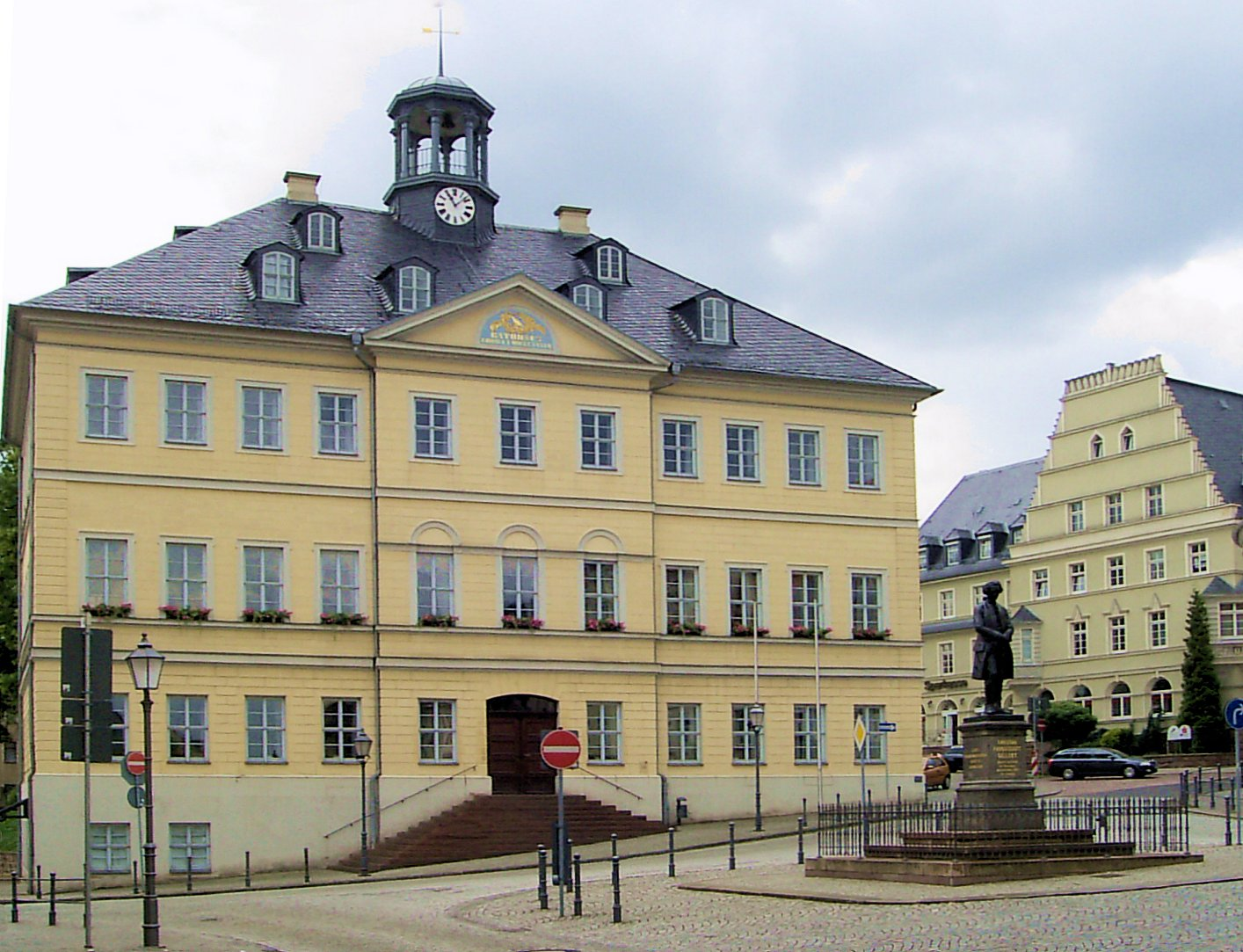
Gellert-Denkmal vor dem Hainichener Rathaus

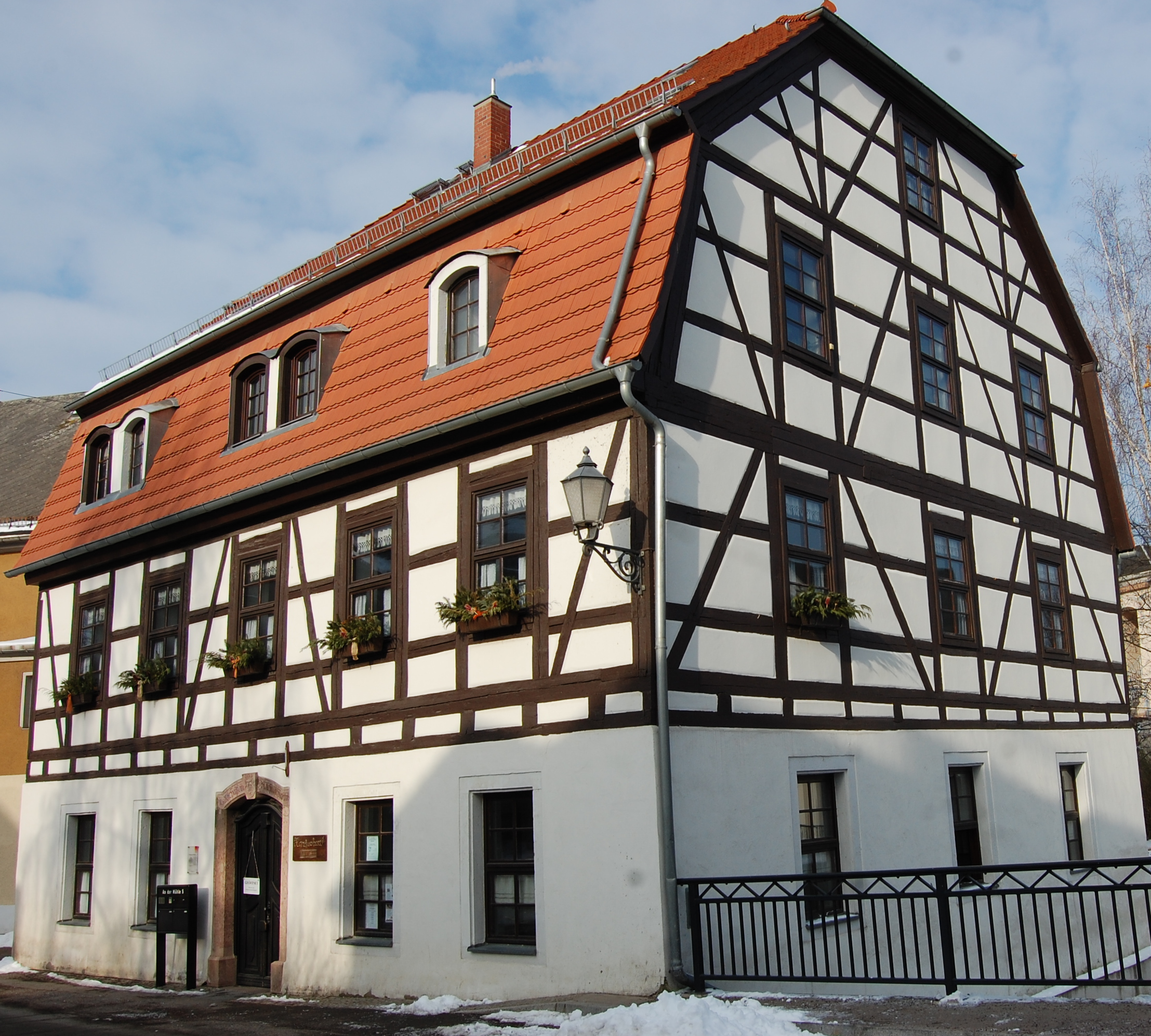
Tuchmacherhaus

Hainichen weist ein Literaturmuseum zu Ehren von Gellert sowie eine von ungefähr 30 weltweit begehbaren Camera Obscuras auf.
- siehe auch: Liste der Kulturdenkmale in Hainichen

### Museen
- Gellert-Museum Hainichen

### Bauwerke
- Camera Obscura
- Herfurthsches Haus
- Trinitatiskirche von Gotthilf Ludwig Möckel
- Tuchmacherhaus (Haus der Tuchmacherinnung, 1784 erbaut), heute als Schauweberei genutzt[21]
- Parkschlößchen (1851/52 als Wohnhaus für Julius Hermann Werner errichtet; heute als Gellert-Museum genutzt)
- Königlich-sächsische Meilensteine an der B 169 in Falkenau (Halbmeilenstein aus Schlegel – OT Juchhöh) und in Schlegel – OT Juchhöh (Ganzmeilenstein aus Greifendorf)

### Parks
- Stadtpark (seit 1899) mit Wildgehege und Blumenuhr
- Landschaftsschutzgebiet Striegistäler

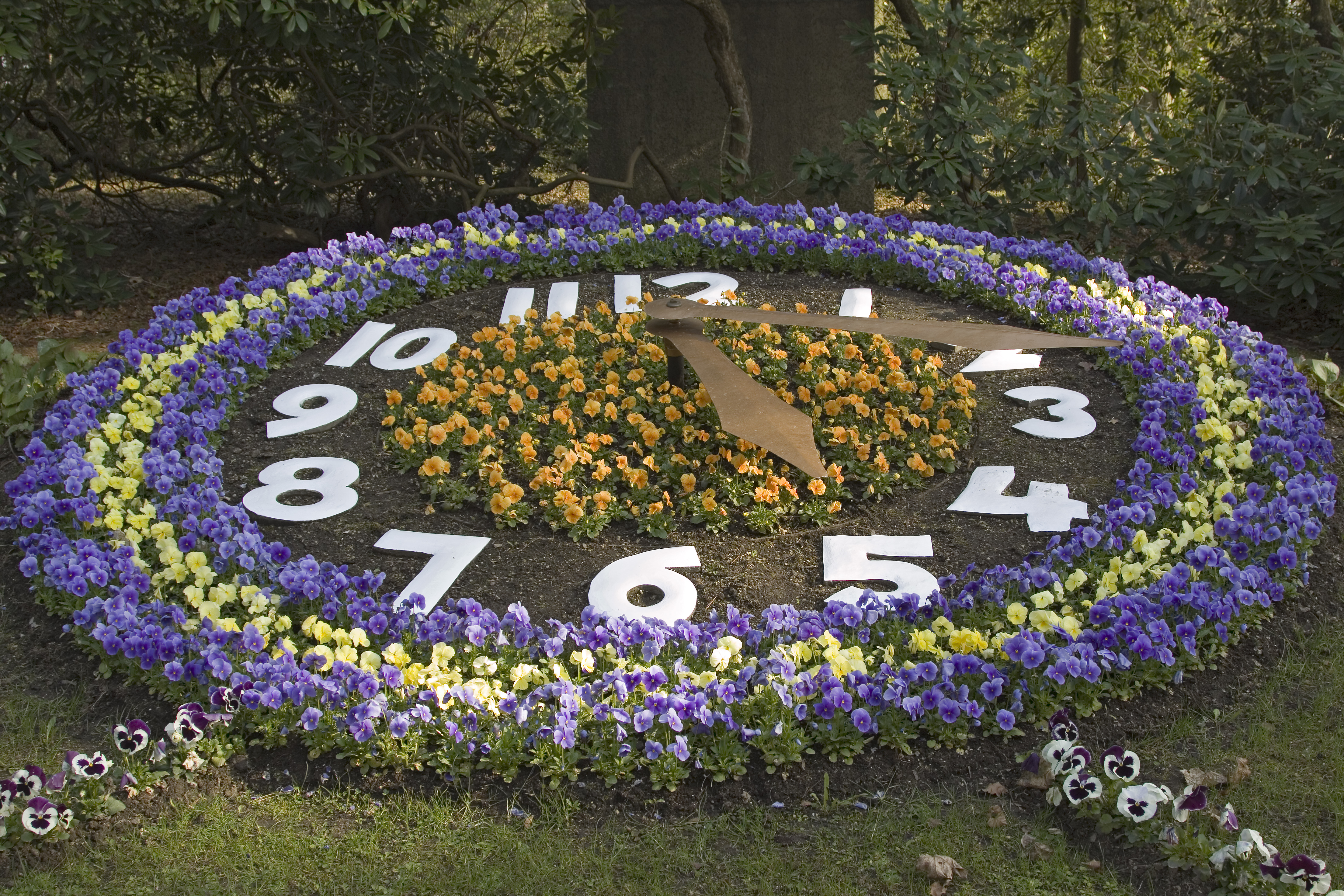
Blumenuhr im Stadtpark
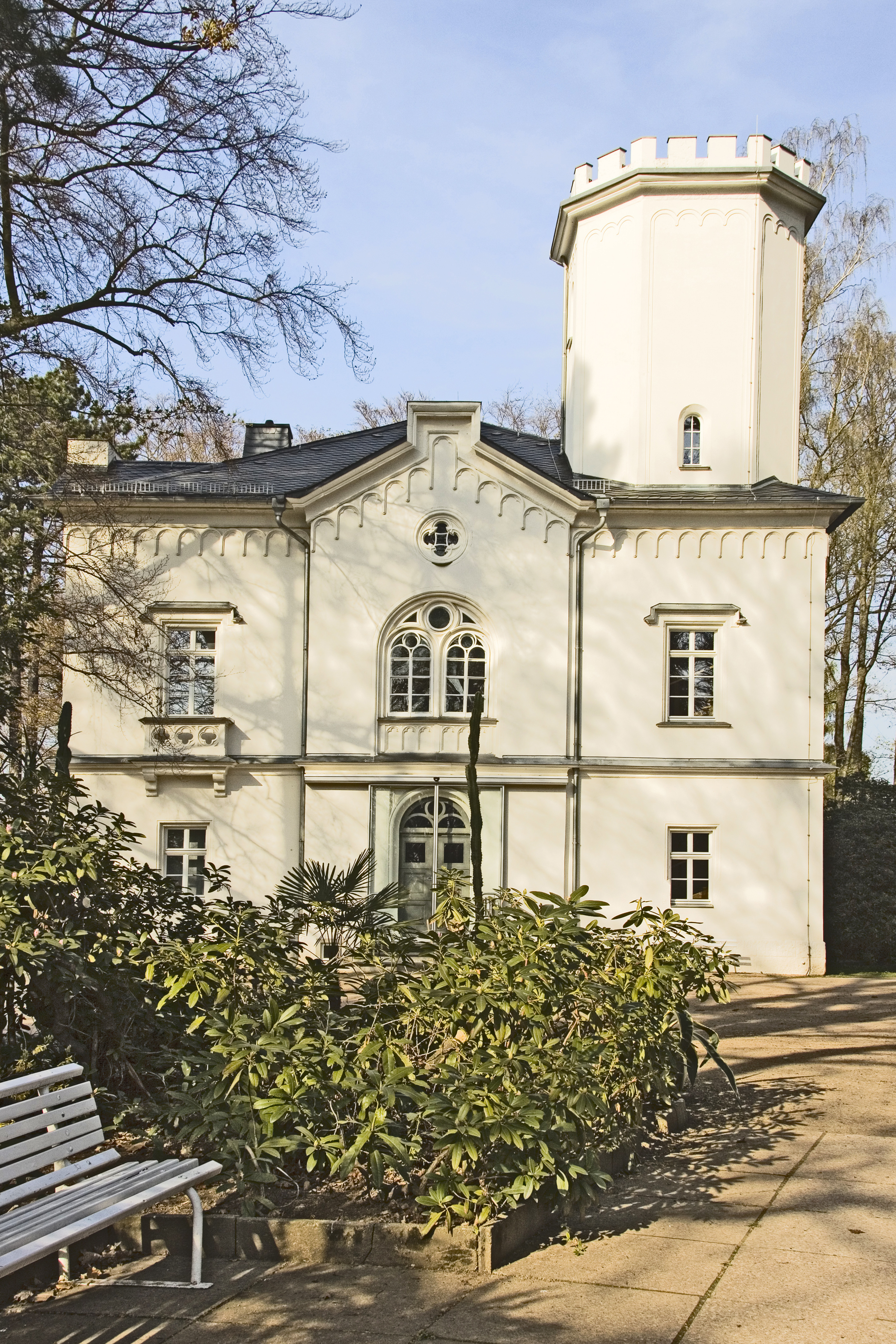
Gellertmuseum im Stadtpark
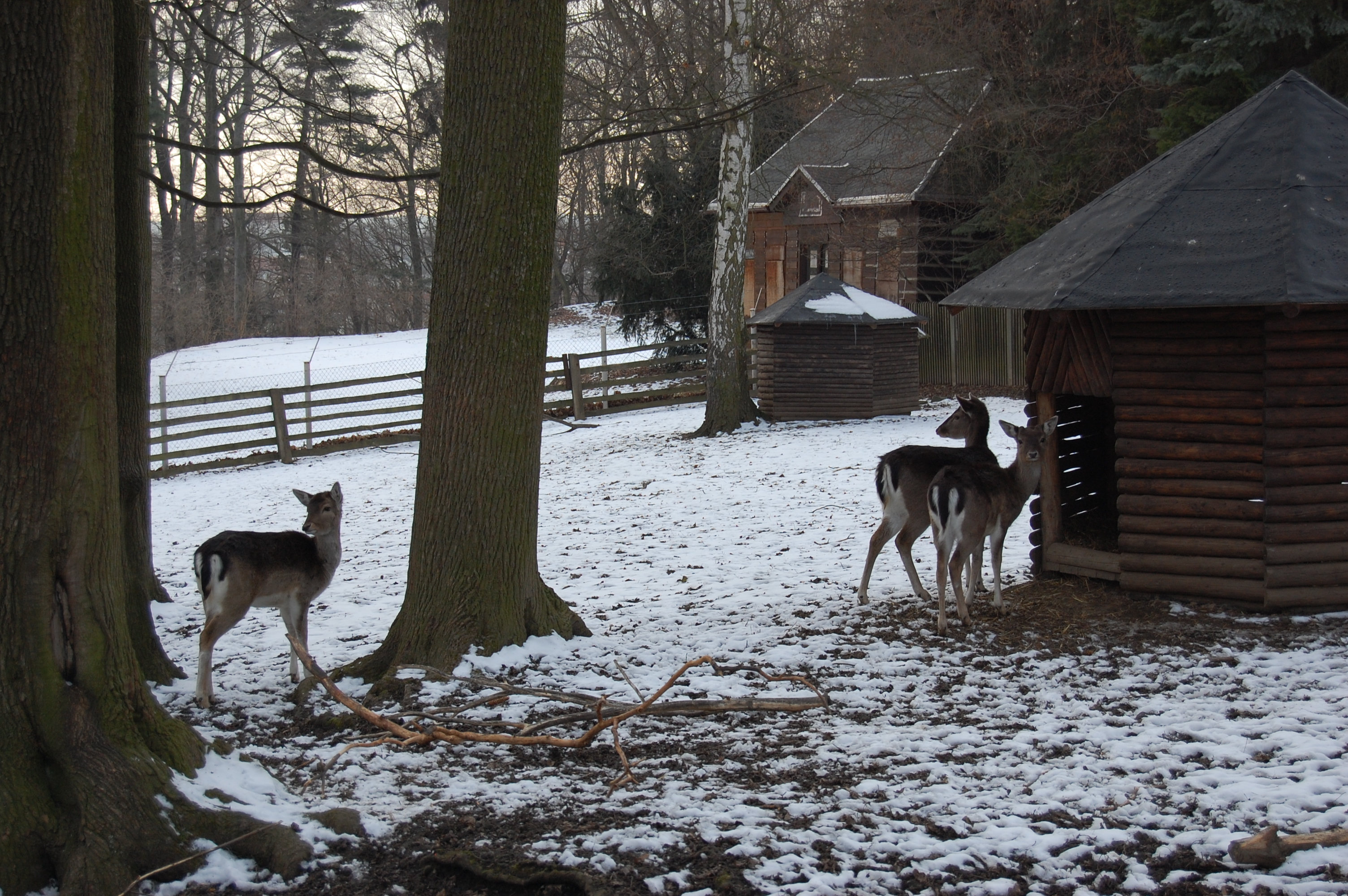
Wildgehege im Stadtpark
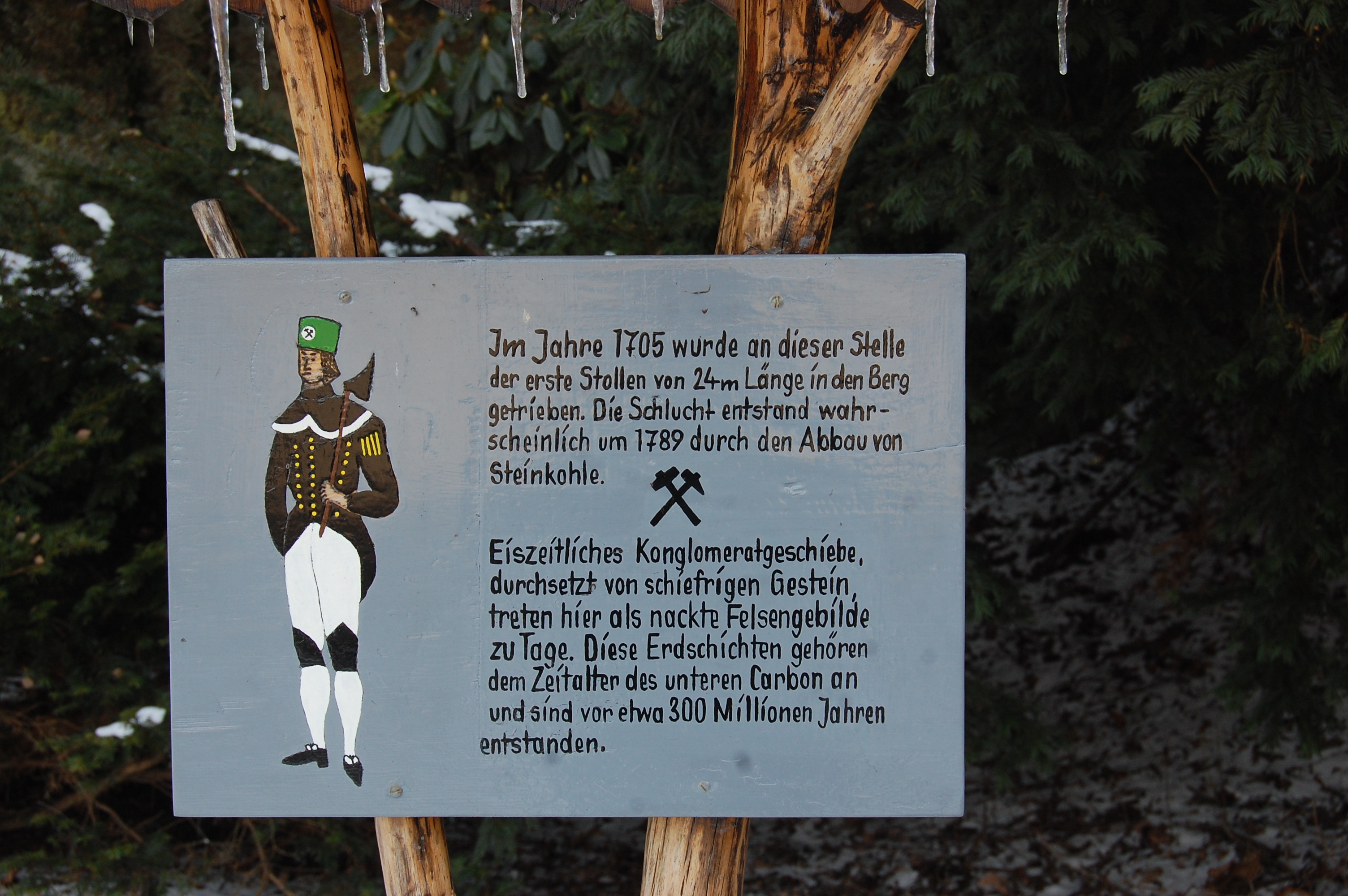
Steinkohlestollen im Stadtpark

### Film
Der in Hainichen geborene Filmemacher Rainer Simon drehte Teile des DEFA-Spielfilms Fernes Land Pa-isch (1993/94) in seiner Heimatstadt.

## Wirtschaft und Infrastruktur

### Verkehr
Hainichen ist über die Anschlussstelle 73 der Bundesautobahn 4 und die Bundesstraße 169 zu erreichen.
Die Stadt befindet sich im Tarifgebiet des Verkehrsverbunds Mittelsachsen (VMS). Das Oberzentrum Chemnitz ist über die Regionalbahn C15 (ehemals 516) der City-Bahn Chemnitz erreichbar, die täglich im Stundentakt verkehrt. Im Jahr 2004 wurde die Bahnstrecke Roßwein–Niederwiesa (Kursbuchstrecke 516) nach umfangreicher Rekonstruktion auf dem Abschnitt bis Hainichen wiedereröffnet. Der Streckenabschnitt von Roßwein nach Hainichen durch das Striegistal war bereits 2001 stillgelegt worden. Er wurde demontiert, damit ein Radwanderweg errichtet werden kann. Seit Fertigstellung der Stufe 1 des Chemnitzer Modells bestehen umsteigefreie Verbindungen von Hainichen bis in die Chemnitzer Innenstadt.

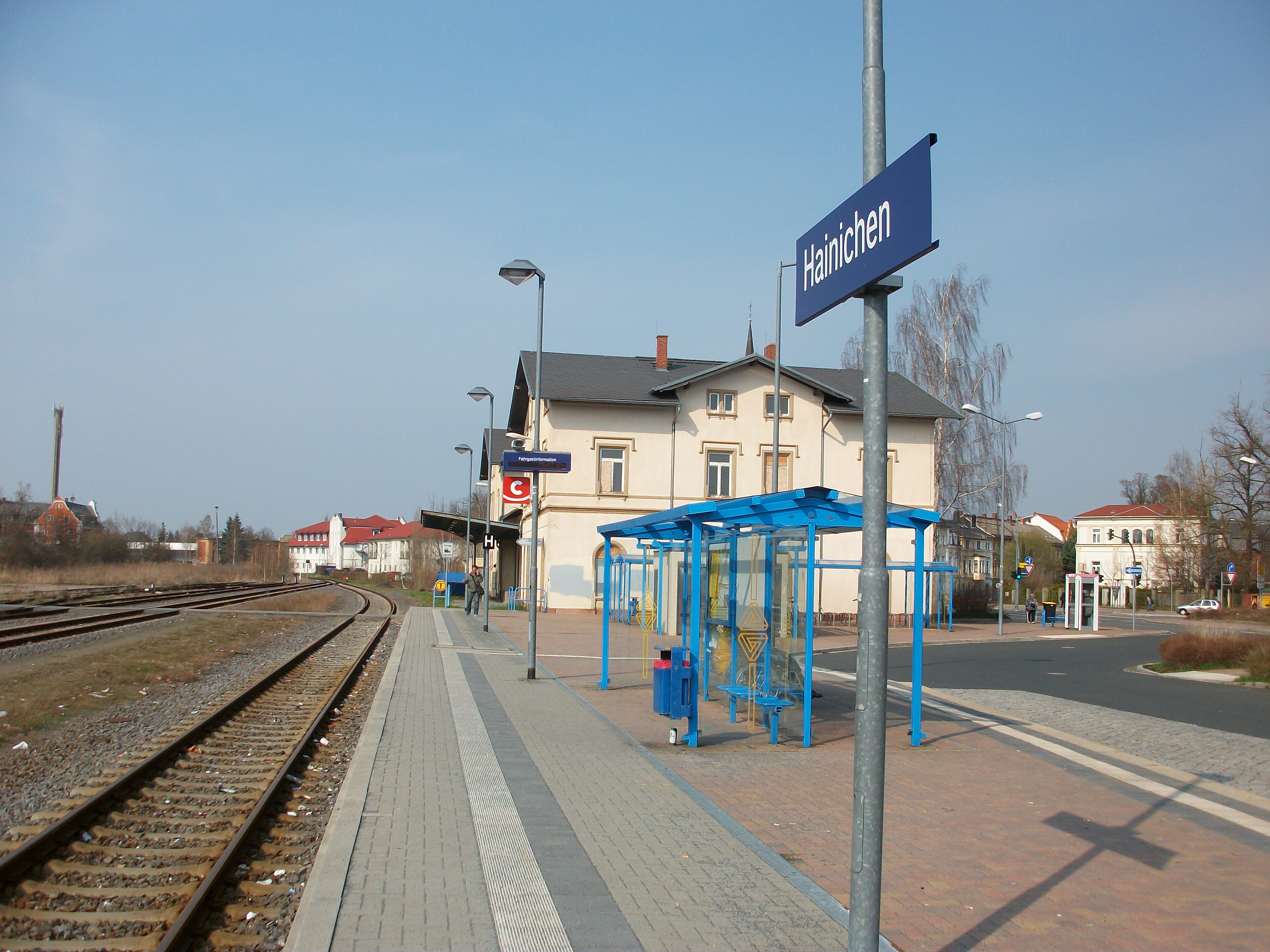
Bahnhof Hainichen, Blick Richtung Norden (2016)
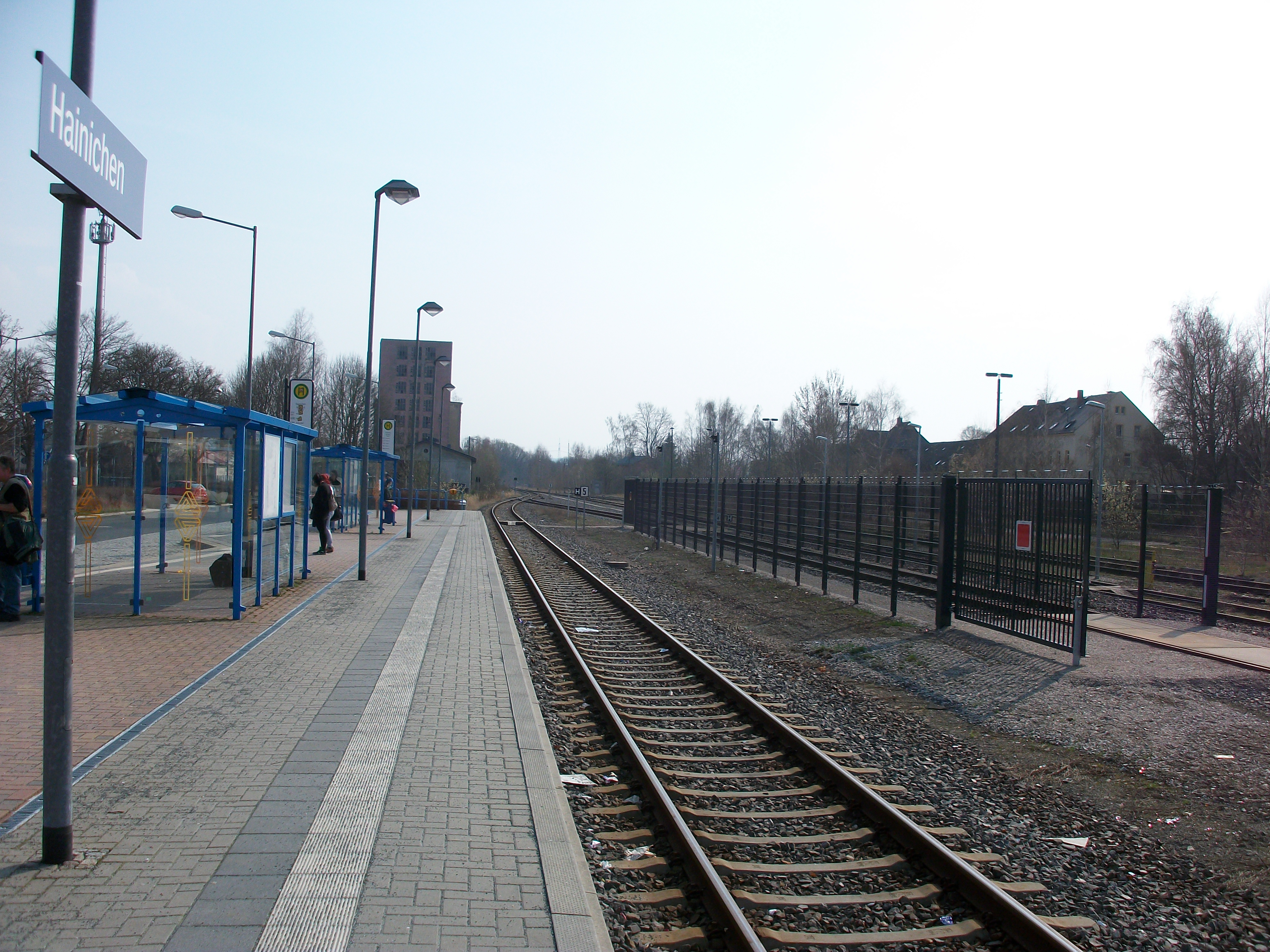
Bahnsteig im Bahnhof Hainichen, Blick nach Süden (2016)
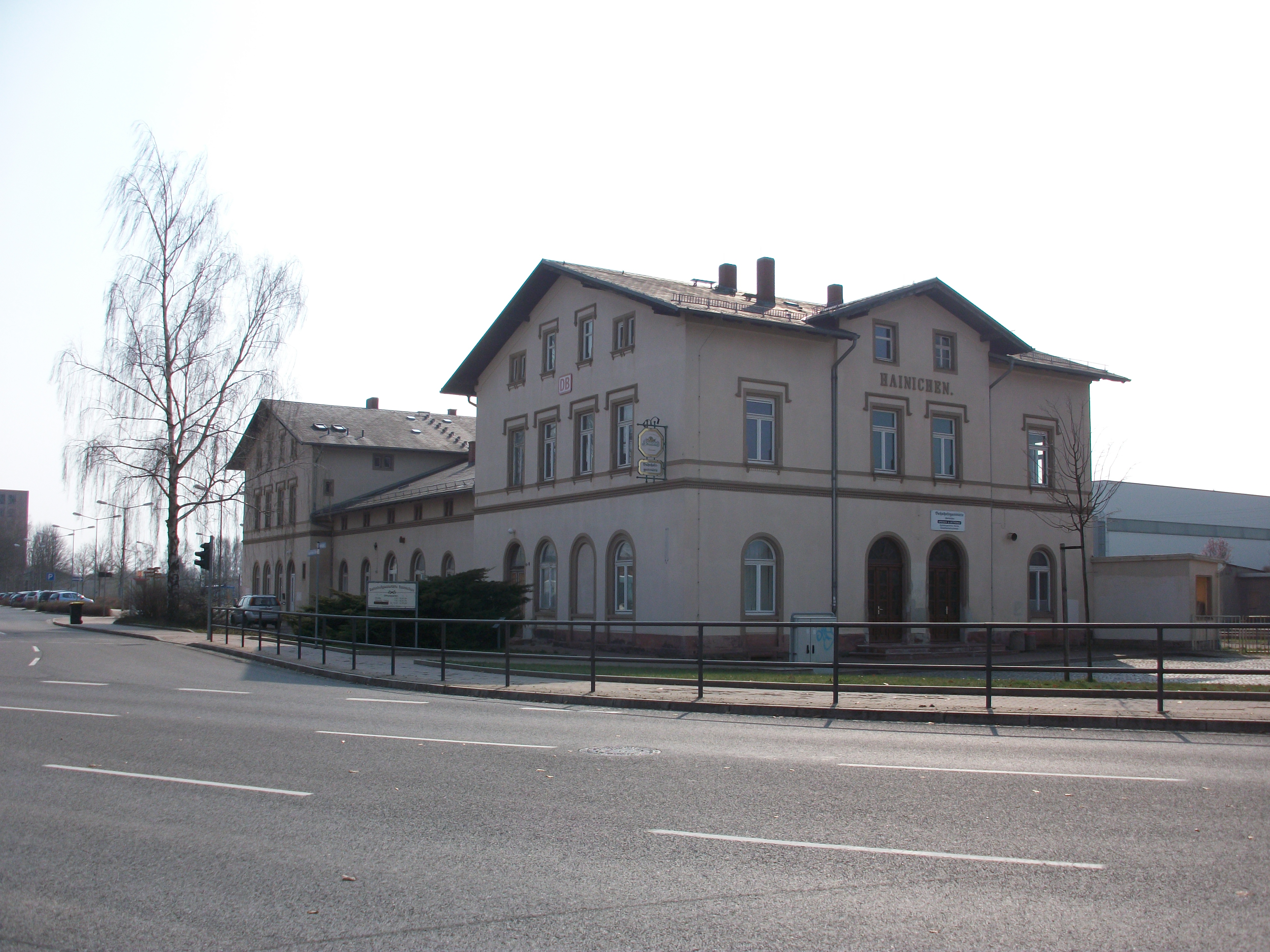
Empfangsgebäude Bf. Hainichen, Straßenansicht (2016)
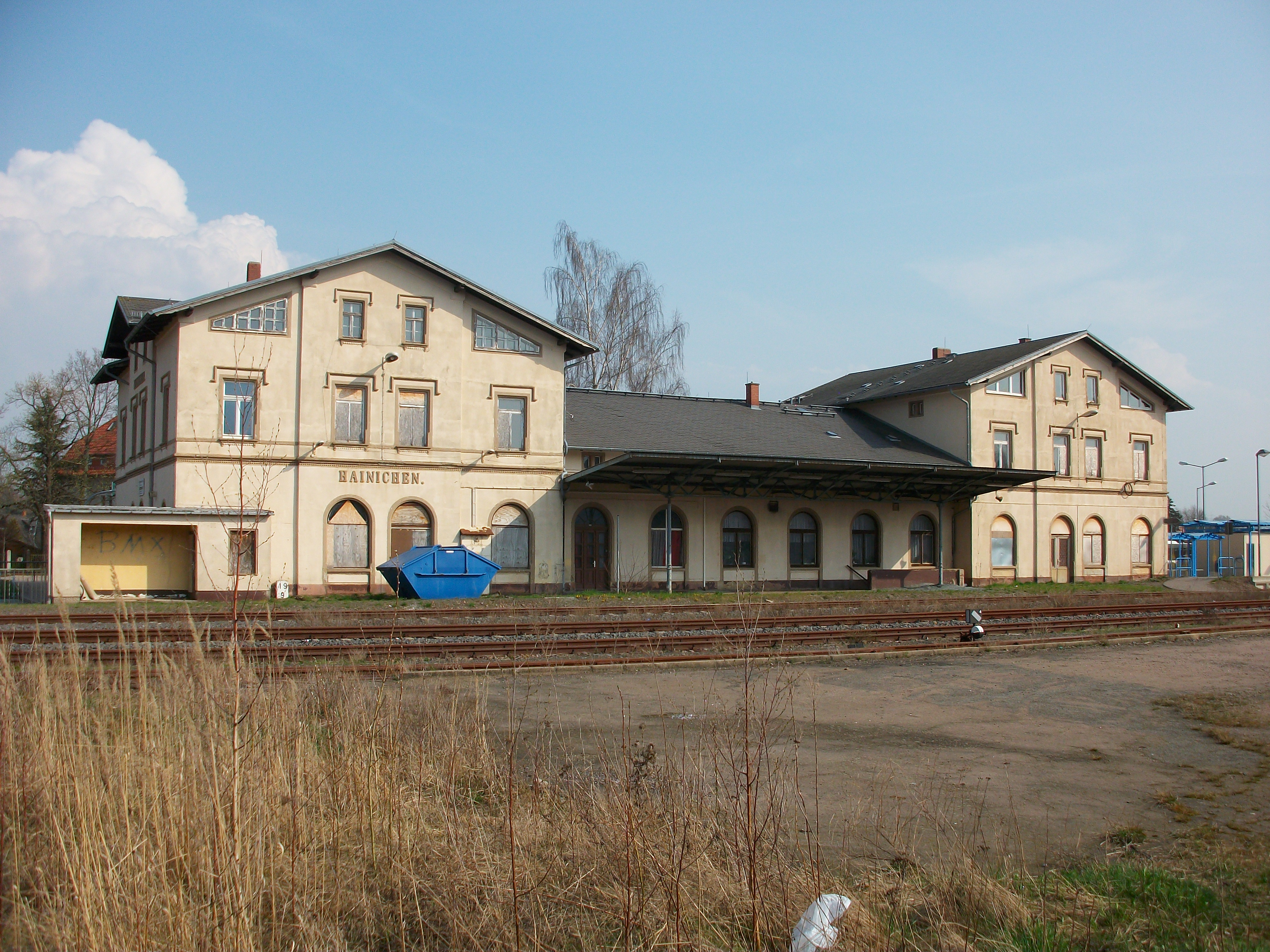
Empfangsgebäude Bf. Hainichen, Gleisansicht (2016)

## Öffentliche Einrichtungen
In Hainichen haben folgende Einrichtungen und Institutionen ihren Sitz:
- Zweigstelle des Amtsgerichts Döbeln
- Geschäftsstelle der Bundesagentur für Arbeit

## Sport

### Sportvereine (Auswahl)
- Kegelsportverein Hainichen 92 e. V.
- Hainichener Fußballverein Blau/Gelb 46 e. V.
- Motor Sport Verein MSV Hainichen e. V.
- Radsportverein Hainichen e. V.
- SV Motor Hainichen e. V.
- ATV1848 Hainichen e. V.

### Sportanlagen
- Sportzentrum mit Lehrschwimmhalle
- Freibad mit 50-m-Schwimmer- /Nichtschwimmerbecken und großer Liegewiese
- Automatische 4-Bahn-Kegelanlage
- Radrennstrecke im Rossauer Wald